# کیمورا (کمیک)
کیمورا (به انگلیسی: Kimura) یک شخصیت خیالی در کتاب‌های کامیک منتشر شده توسط مارول کامیکس است. شخصیت کیمورا توسط نویسندگان کریگ کال و کریستوفر یوست، و طراحی مایکل چوی و پاکو مدینا خلق شده است که برای اولین بار در شمارهٔ ۳۱ از مجموعه مردان ایکس جدید (۲۰۰۶) حضور پیدا کرد.
او به عنوان بزرگترین دشمن شخصیت اکس-۲۳ تا به امروز به شمار می‌رود، کسی که او هرگز قادر به شکستش نبود. او کارمند سادیسمی و آسیب‌ناپذیر است که توسط گروهی یکسان در برنامه خلق اکس-۲۳، به منظور نگاه داشتن او در مسیر یا مجازات او در نتیجه شکست در مأموریت‌ها (حتی برخی مواقع زمانی که مأموریتی را با موفقیت به انجام می‌رساند) ایجاد شده است.